# Kvikuňkovití
Kvikuňkovití (Arthroleptidae) je nevelká čeleď žab tvořená dvěma až třemi podčeleděmi se sedmi či osmi rody, které obsahují téměř sedmdesát druhů. Vznikla vydělením z čeledi skokanovitých (Ranidae), od které se odlišuje mj. hlavně chrupavčitou hrudní kosti, kterou skokanovití mají kostnatou. Český název pro tuto čeleď pochází z kvikavého zvuku, kterým se ozývají žáby rodu Arthroleptis.

## Rozšíření
Areál těchto obojživelníků je omezen na subsaharskou Afriku a k ní z východu přiléhající ostrov Zanzibar a ze západu ostrovy Svatý Tomáš a Princův ostrov a k Rovníkové Guineji náležející ostrov Bioko.
Jsou to suchozemské žáby vyskytující se ve vlhkém prostředí tropických lesů nebo na přilehlých loukách, některé obývají vysokohorské pastviny až do nadmořské výšky 2700 m n. m. Většinu života prožívají na pevnině, kde se vyskytují nejčastěji ve spadaném listí či v travním porostu, některé druhy dávají přednost částečnému životu na nevysokých listnatých keřích.
Předpokládá se, že lesní zóna u Guinejského zálivu je centrem diverzifikace pro převážnou část této čeledě. Odvozuje se, že široký rod Arthroleptis pochází ze střední Afriky, odkud se postupně rozšířil do k životu příhodných oblastí na východě, jihu a západě Afriky.

## Popis
Tito obojživelníci jsou převážně drobných rozměrů, průměrně nebývají větší než 4 cm, někteří nedorůstají v dospělosti více než do velikosti 1,5 cm. Výjimku zde tvoří vlasatice třásnitá (Trichobatrachus robustus), u které jediné dosahuje samec větších tělesných rozměrů nežli samice a může být, měřeno od špičky čenichu, dlouhý až 12 cm. Zatímco většina jedinců této čeledě má převážně fádní zbarvení, hnědé nebo šedé, některé rody mají jedince velmi pestré, např. Leptodactylodon či Leptopelis a rod Cardioglossa je dokonce zbarvením jeden z nejpozoruhodnějších rodů v kontinentální subsaharské Africe. Všechny druhy této čeledě mají tympanon, i když různě velký. Žáby čeledi Arthroleptinae mají zornice vodorovné a dvěma svaly ovládají víčko, kdežto u čeledě Astylostterninae mají zornice svislé a tři víčkové svaly.
Textura kůže se pohybuje od zcela hladké přes středně bradavičnatou (většina rodů) až po jemně hřebenité výrůstky, jako např. u rodů Astylosternus či Nyctibates. Žáby všech rodů mají na prstech zvětšený metatarzální hrbol různé velikosti, od téměř nepatrného až po nápadně rozměrný. V rodu Leptopeltis mají všechny druhy konce prstů placaté, v jiných rodech jen některé. U mnoha druhů rodu Arthroleptis narůstá třetí prst z neobjasněných příčin do abnormální délky. Jedinci z rodů Astylosternus, Scotobleps nebo druhu vlasatice třásnitá má na prstech nikoliv zrohovatělé, ale kostěné drápy, které mohou používat na obranu při napadení predátorem, nebo při souboji o samici při páření. Tyto drápy jsou ve skutečností poslední články na palcích a stávají se funkční zbraní až tehdy, kdy dráp normálně skrytý pod kůži tuto propíchne a ční ven. Některým dospělým jedincům rodu Arthroleptis chybějí všechny zuby. Žáby se živí nejrůznějšími drobnými členovci žijícími v jejich dosahu.
Žáby rodu Arthroleptis mají nejmenší počet chromozomů zjištěných u žab (n = 7), rodu Astylosternus mají (n = 27), rodu Nyctibates (n = 14), rodu Cardioglossa (n = 8 či 9) a u rodu Leptopelis bývá (n = 11, 12 až 15).

## Rozmnožování
Na základě jizev na dospělých samčích exemplářích se předpokládá, že druh vlasatice třásnitá a samci rodu Arthroleptis se zapojují do boje samců o samici. Je známo, že alespoň některé druhy používají při páření amplexus, u mnoha druhů však tato forma nebyla dosud zdokumentována.
Pouze rod Arthroleptis postrádá volně žijícího pulce, tento rod má u všech svých druhů přímý vývoj, při kterém je zcela vynechána vývojová larvální etapa. Oplodněná snůška poměrně velkých vajíček bývá samici ukrytá do vlhké podestýlky či hnízdní komory vyhloubené v zemi. Tam se z nich vylíhnou miniaturní žáby, zcela mimo dosahu vody a bez prodělání stadia pulce.
Pulci rodů Astylosternus, Cardioglossa, Leptodactylodon, Nyctibates, Scotobleps a Trichobatrachus se nacházejí v potocích, malých řekách či zaplavovaných místech, obvykle se na stejném místě vyskytují společně pulci různých rodů, jsou od sebe morfologicky odlišní. Například rodu Astylosternus jsou velcí a masožraví, rodu Cardioglossa jsou dorzoventrálně stlačení s malýma očima a s podlouhlou spirálovitou trubicí a pulci rodu Leptodactylodon jsou nálevkovitého tvaru a bývají zavrtaní do sedimentu v potocích.
Až na vlasatici třásnitou, o jejíž reprodukčním chování je známo velice málo, se všeobecně předpokládá, že doba rozmnožování kvikuňkovitých žab koreluje s obdobím dešťů. Jeho nástup ohlašují samci svým voláním, nejaktivnější jsou většinou za soumraku nebo v noci, ve dne obvykle jen při dešti. Volající samce Arthroleptis a Cardioglossa lze nalézt v opadaném listí na zemi, samce Leptopelis v keřích nebo na nízkých stromech metr nebo více nad zemí. Samci rodů Astylosternus, Leptodactylodon, Nyctibates a Scotobleps bývají pod spadanými listy nebo pod kameny poblíž potoků. Je známo, že samice, alespoň některých druhů, rodu Arthroleptis navštěvují své suchozemské snůšky vajíček.

## Taxonomie
Nejbližší příbuzná čeledi kvikuňkovitých je čeleď rákosničkovití (Hyperoliidae), která je také zařazována do stejné nadčeledě Ranoidea. Na podkladě molekulární fylogeneze se předpokládá, že se tyto blízké čeledě od sebe oddělily již v období pozdní křídy, tj. více než před 65 miliony let.
Čeleď kvikuňkovití bývá dělena do dvou podčeledí: Arthroleptinae a Leptopelinae, někdy do tří podčeledí: Arthroleptinae, Astylostterninae a Leptopelinae.
podčeleď Arthroleptinae (67 sp.)
rod Arthroleptis (49 sp.)	kvikuňka
rod Cardioglossa (18 sp.)	kvikuňka
podčeleď Astylostterninae (30 sp.)
rod Astylosternus (13 sp.)	drápenka
rod Leptodactylodon (15 sp.) boubelka
rod Nyctibates (1 sp.)		drápenka
rod Scotobleps (1 sp.)		drápenka
podčeleď Leptopelinae (56 sp.)
rod Leptopelis (56 sp.)		rákosnička